# North Australia (Kolonie)

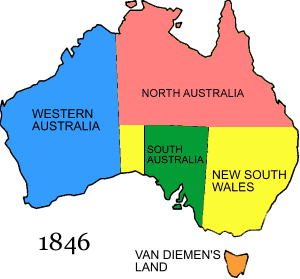
Australien 1846

North Australia war eine britische Kolonie von 1846 bis 1847 im Norden und Nordosten des australischen Kontinents.
Ihr Gebiet umfasste das heutige Nordterritorium und denjenigen Teil des heutigen Bundesstaates Queensland, der nördlich von 26 Grad südlicher Breite lag. 
Die koloniale Hauptstadt war Port Curtis, das heutige Gladstone. Vizegouverneur und Superintendent war Oberst George Barney. Charles Augustus FitzRoy, der Gouverneur von New South Wales, war als Gouverneur eingesetzt. 
An der Errichtung von North Australia als Sträflingskolonie gab es viel Kritik, denn sie erfolgte, nachdem England die Sträflingstransporte nach Australien eingestellt hatte. Die offizielle Auflösung der Kolonie erfolgte bereits im Dezember 1846, allerdings dauerte es bis 1847, bis diese Nachricht Australien erreichte und sie auch de facto aufgelöst wurde.